# Alfred Strom
Alfred Strom (født 9. juli 1916 i Sydney, død 18. marts 1973 i Brugge) var en cykelrytter fra Australien. Hans foretrukne disciplin var banecykling.
Strom deltog i 49 seksdagesløb, hvor han fra 1949 til 1957 vandt syv løb. Blandt sejrene var løbet i Aarhus i 1954 med makker Sydney Patterson. Samme år blev parret nummer tre ved Københavns seksdagesløb.